# 勐劈河

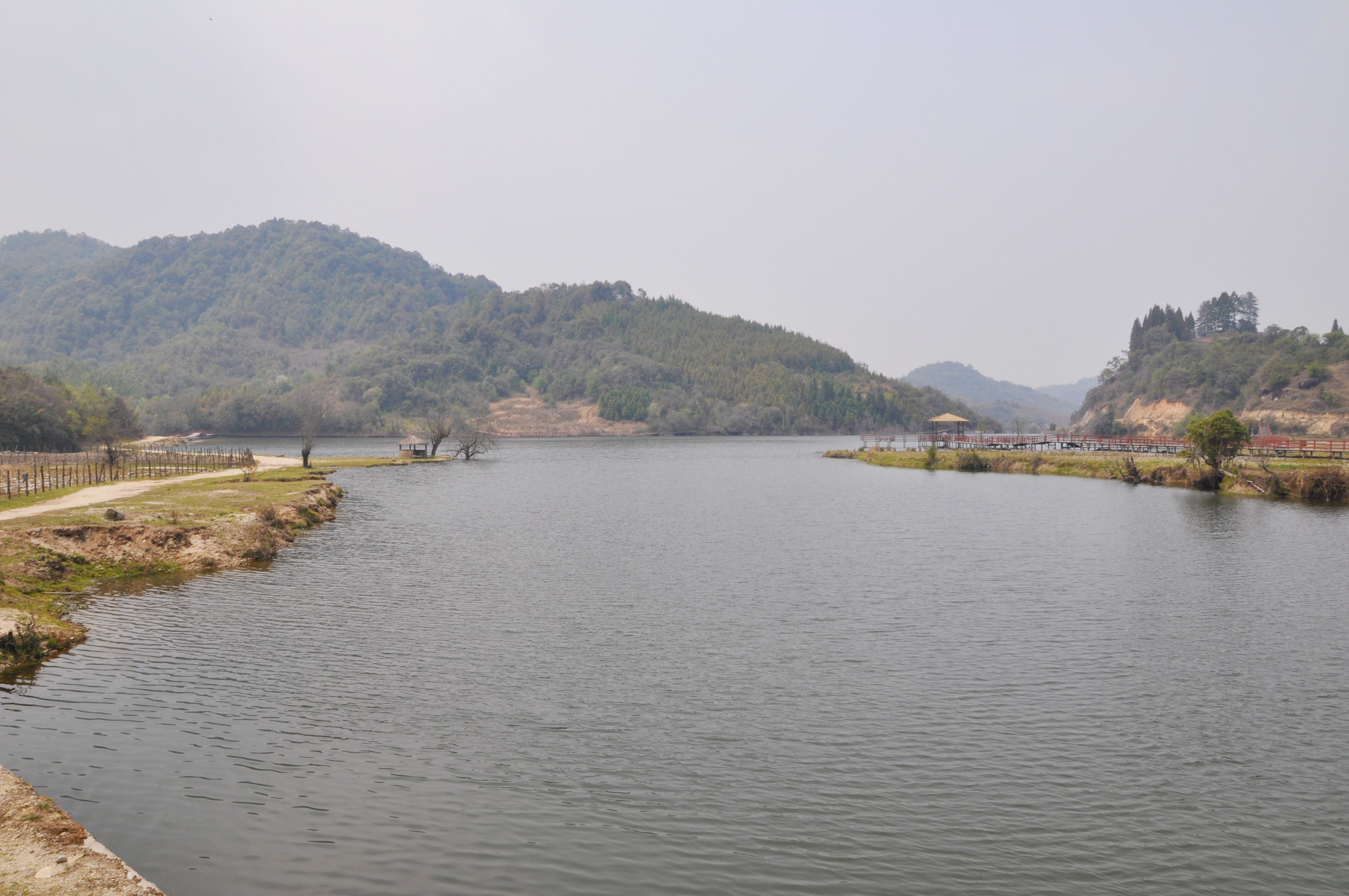
下勐劈勐劈河一级电站水库。

勐劈河，位于中华人民共和国云南省德宏州盈江县西北部，勐戛河左岸支流，发源于勐弄乡勐典村委会山田村以东的平头石头山一带的山谷，蜿蜒向西北流，于苏典傈僳族乡苏典村委会黄草坝（诗密娃底）以北转西流，经中勐劈、下勐劈，过勐劈河一级电站后转西北流，经勐劈河二级电站，于卡场镇黑河村干河娃姐山北麓汇入勐戛河。河长20千米。